# هانا فيربوم
هانا فيربوم (بالهولندية: Hanna Verboom)‏ هي ممثلة هولندية، ولدت في 11 مايو 1983 في بلجيكا.

## وصلات خارجية
- هانا فيربوم على موقع IMDb (الإنجليزية)
- هانا فيربوم على موقع روتن توميتوز (الإنجليزية)
- هانا فيربوم على موقع ألو سيني (الفرنسية)
- هانا فيربوم على موقع أول موفي (الإنجليزية)
- هانا فيربوم على موقع قاعدة بيانات الأفلام السويدية (السويدية)
- هانا فيربوم على موقع قاعدة بيانات الفيلم (الإنجليزية)
- هانا فيربوم على موقع كينوبويسك (الروسية)